# Archivo Histórico Diocesano de Vitoria
El Archivo Histórico Diocesano de Vitoria (AHDV) es un archivo con sede en la ciudad española de Vitoria.

## Descripción
Adscrito a la diócesis de Vitoria, tiene su sede en las instalaciones del Seminario Diocesano de Vitoria desde 1990, en la calle del Beato Tomás de Zumárraga de la capital alavesa. Está dirigido por María Dolores Lecuona González. Entre los variados fondos que custodia, se encuentran los de las dos catedrales de la ciudad —la de Santa María y la de María Inmaculada— y los referentes a las guerras libradas en el siglo XIX. Conserva, asimismo, los registros sacramentales de bautismos, matrimonios y decesos generados por las parroquias de Álava y el enclave de Treviño desde el siglo XV hasta el final del XIX, y permite su consulta.